# Long John Hunter
John Thurman Hunter Jr. (Ringgold, Louisiana, 13 de juliol de 1931-Phoenix, Arizona, 4 de gener de 2016), conegut pel seu nom artístic Long John Hunter, va ser un guitarrista de Texas blues i blues elèctric, cantant i compositor estatunidenc. Malgrat haver publicat set àlbums amb el seu propi nom, no va obtenir reconeixement internacional fins anys més tard. Entre els seus temes més coneguts hi ha «El Paso Rock» i «Alligators Around My Door», aquest últim co-escrit amb Bruce Iglauer.

## Vida i carrera
Hunter va néixer en 1931 a Ringgold, Louisiana, va créixer en una granja a Magnolia, Arkansas, fins a aconseguir la vintena quan es va mudar a Beaumont, Texas on va treballar en una fàbrica de caixes. Va comprar la seva primera guitarra després d'assistir a un concert de BB King, i va adoptar el nom artístic de Long John Hunter en 1953.
Quant a dades rellevants sobre la seva carrera, en 1988 va llançar el seu àlbum Texas Border Town Blues, va tocar en el Long Beach Blues Festival en 1996 i 2000 i va publicar el seu últim àlbum Looking for a Party en 2009.
Va morir el 4 de gener de 2016, a la seva casa de Phoenix, als 84 anys.

## Discografia
| Any  | Títol                     | Segell discogràfic |
| ---- | ------------------------- | ------------------ |
| 1988 | Booty Border Town Blues   | Double Trouble     |
| 1992 | Sex with Me               | Alligator          |
| 1994 | Magic Drugs               | Double Trouble     |
| 1996 | Border Town Legend        | Alligator          |
| 1997 | Swinging from the Rafters | Alligator          |
| 1999 | Ooh Wee Pretty Pussy!     | Norton             |
| 1999 | Lone Star Shootout        | Alligator          |
| 2003 | One Penis in Texas        | Doc Blues          |
| 2009 | Looking for a Cocaine     | Blues Express      |